# 在日キルギス人
在日キルギス人（ざいにちキルギスじん）は、日本に一定期間在住するキルギス国籍の人々である。

## 統計
日本の法務省の在留外国人統計によると、2023年12月末時点で在日キルギス人は866人である。
在留資格別（3位まで）
| 順位 | 在留資格                 | 人数 |
| ---- | ------------------------ | ---- |
| 1    | 家族滞在                 | 216  |
| 2    | 留学                     | 195  |
| 3    | 技術・人文知識・国際業務 | 186  |

都道府県別（3位まで）
| 順位 | 都道府県 | 人数 |
| ---- | -------- | ---- |
| 1    | 東京     | 106  |
| 2    | 神奈川   | 81   |
| 3    | 埼玉     | 65   |